# Henry Howard (1er comte de Northampton)
Pour les articles homonymes, voir Henry Howard et Howard.
Henry Howard (25 février 1540 – 15 juin 1614), 1er comte de Northampton, est un aristocrate anglais.

## Biographie
Deuxième fils du comte de Surrey Henry Howard, il joue un rôle important dans le gouvernement du royaume d'Angleterre durant les premières années du règne de Jacques Ier, qui le fait comte de Northampton en 1604. Proche du comte d'Essex, il le devient ensuite de son ennemi Robert Cecil et est impliqué dans le complot qui aboutit au meurtre de Thomas Overbury en septembre 1613, mais meurt l'année suivante, avant d'avoir pu être poursuivi. Jamais marié, il n'a pas d'enfants, et son titre s'éteint avec lui.